# 이태경 (1991년)
이태경(1991년 7월 27일 ~ )은 대한민국의 배우이다.

## 출연 작품

### 영화
- 《더러운 돈에 손대지 마라》 (2024년) - 고은경 역
- 《룩앳미 터치미 키스미》 (2023년) - 루루 역
- 《너와 나》 (2023년) - 지혜 역
- 《절해고도》 (2023년) - 담임선생님 역
- 《말이야 바른 말이지》 (2023년) - 정 대리 역
- 《혜옥이》 (2022년) - 라엘 / 혜옥 역
- 《두 여자의 방》 (2022년) - 지영 역
- 《고속도로 가족》 (2022년) - 오 형사 역
- 《픽션들》 (2022년) - 은경 역
- 《평평남녀》 (2022년) - 영진 역
- 《순자와 이슬이》 (2021년) - 순자 역
- 《SAVE THE CAT》 (2021년) - 진희 역
- 《내일의 연인들》 (2021년) - 지원 역
- 《입관》 (2021년)
- 《당신을 기다리는 시간》 (2020년) - 진아 역
- 《육체의 고백》 (2020년) - 이나 역
- 《마음 울적한 날엔》 (2020년) - 산수 역
- 《드라이빙 스쿨》 (2020년) - 최선 역
- 《애조로》 (2019년) - 최윤경 역
- 《경주의 진실》 (2019년) - 경주 역
- 《호저의 하늘》 (2019년) - 소라 / 카이 역
- 《그러려니》 (2019년)
- 《해미를 찾아서》 (2019년) - 민주 역
- 《영화로운 나날》 (2019년) - 태경 역
- 《니나 내나》 (2019년) - 미정 후배 역
- 《파도치는 땅》 (2019년) - 은혜 역
- 《상이의 비디오》 (2018년) - 모경 역
- 《굿 파더》 (2018년) - 다정 역
- 《관객, 직원, 시네마테크》 (2018년)
- 《신기록》 (2018년) - 소진 역
- 《졸업》 (2018년) - 해랑 역
- 《죄 많은 소녀》 (2018년) - 유리 역
- 《너와 극장에서》 (2018년) - 감독 역
- 《백천》 (2017년) - 피해자 지연 역
- 《오늘의 자리》 (2017년) - 지원 역
- 《그 누구의 딸》 (2016년) - 오은혜 역
- 《섬》 (2016년) - 소연 역
- 《사랑하는 사람의 아이를 낳는다》 (2016년) - 윤성 역
- 《누렁이들》 (2016년) - 나운 역
- 《어린이 정경》 (2016년) - 달걀공주 역
- 《안나》 (2015년)
- 《제 팬티를 드릴게요》 (2015년)
- 《몽골리안 프린세스》 (2015년) - 영화 관객 역
- 《대단한 개털》 (2011년)

### 드라마
- 《이태원 클라쓰》 (2020년, JTBC)
- 《경찰수업》 (2021년, KBS2)
- 《지리산》 (2021년, tvN)
- 《군검사 도베르만》 (2022년, tvN)
- 《작은 아씨들》 (2022년, tvN)
- 《경이로운 소문 2 : 카운터 펀치》 (2023년, tvN)
- 《트리거》 (2025년, Disney+) - 남가연 역

### 뮤직 비디오
- 2019년 유하 - 인부 1
- 2020년 신승훈 - 여전히 헤어짐은 처음처럼 아파서
- 2020년 신승훈 - 그러자 우리

### 광고
- 2020년 현대자동차 싼타페
- 2021년 삼성생명 <ep.화성생활>
- 2022년 디지로카
- 2023년 정관장, 카카오톡 기업PR